# Microhyle fadella
Microhyle fadella är en fjärilsart som beskrevs av Paul Mabille 1882. Microhyle fadella ingår i släktet Microhyle och familjen björnspinnare. Inga underarter finns listade i Catalogue of Life.